# Vision Tower
La Vision Tower est un gratte-ciel de bureaux de 150 mètres de hauteur construit à Tel Aviv en Israël de 2007 à 2010.
À son achèvement c'était l'un des dix plus hauts immeubles de l'agglomération de Tel Aviv.
Il y a un parking souterrain d'une surface de 55 000 m² et de 1 320 place, desservi par 3 ascenseurs.
Un étage typique comprend 1 700 m².
L'immeuble desservi par 19 ascenseurs a coûté 125 millions de $.
L'architecte est l'agence Zarhy Architects